# Tambo FC
Der Tambo Football Club de Datcha, auch als Tambo FC bekannt, ist ein togoischer Fußballverein aus Datcha. Aktuell, Stand Oktober 2024, spielt der Verein in der ersten Liga.

## Geschichte
Der Verein wurde 2017 gegründet. Am Ende der Saison 2021/22 belegte man den dritten Platz in der Gruppe A der zweiten Liga und qualifizierte sich somit für die Aufstiegsspiele zur ersten Liga. Hier belegte man von sechs Mannschaften den zweiten Platz und stieg in somit in die erste Liga auf.

## Stadion
Der Verein trägt seine Heimspiele im Stade Municipal d'Atakpamé in Atakpamé aus. Das Stadion hat ein Fassungsvermögen von 1000 Personen.